# Donegal Celtic Football Club
El Donegal Celtic Football Club es un club de fútbol de Irlanda del Norte, con sede en Belfast. Fue fundado en 1970, y compite en la Ballymena & Provincial Football League, cuarta categoría del fútbol norirlandés.
El equipo está considerado como el heredero natural del Belfast Celtic, campeón de la liga norirlandesa en 19 ocasiones y máximo representante de la comunidad católica en la zona hasta su desaparición en 1949. En ese sentido, los colores de la primera equipación del Donegal Celtic son similares a los del club desaparecido, que a su vez se influenció en el Celtic de Glasgow.

## Historia
Donegal Celtic nació en 1970 gracias a las aportaciones de una comunidad de residentes en el oeste de Belfast. El nuevo tomó su nombre de las calles del barrio, nombradas con ciudades del condado de Donegal, y se inspiró en un antiguo equipo, el Belfast Celtic que ganó 19 ligas norirlandesas hasta su desaparición y estaba considerado como el representante de la comunidad católica. Durante sus primeros años el club pasó dificultades por el Conflicto de Irlanda del Norte y las tensiones entre la comunidad protestante y la católica. Pese a que el primer equipo se encontraba en las categorías amateur del fútbol norirlandés, las divisiones inferiores de Donegal comenzaron a ganar competiciones juveniles a nivel nacional en los años 1980 y 1990.
En 1990 Donegal vivió una de sus jornadas más difíciles cuando se enfrentó ante el Linfield FC, equipo representativo de la comunidad protestante, en el estadio de Windsor Park. Debido a que Donegal jugaba en las categorías inferiores, la directiva de Linfield no vio necesario reforzar las medidas de seguridad del campo. Sin embargo, el estadio recibió más aficionados de los esperados y los hinchas radicales de Linfield comenzaron a agredir a los desplazados de Donegal. En ese sentido, un ultra del equipo protestante saltó al campo y propinó una patada a un jugador de Donegal en pleno partido. El episodio fue muy similar al suceso que motivó la desaparición del Belfast Celtic en 1949, pero Donegal Celtic continuó compitiendo en los torneos de Irlanda del Norte.
Durante varios años, Donegal Celtic intentó ser aceptado en el campeonato profesional de Irlanda del Norte sin éxito. El equipo alegó una supuesta discriminación de la Asociación Irlandesa de Fútbol (IFA) por razones religiosas y llevó el caso a la Comisión de Igualdad de Irlanda del Norte. Después de que este organismo falló en mayo de 2002 a favor de la admisión de Donegal, la IFA aceptó su solicitud. Por ello, Donegal Celtic debutó en competiciones profesionales en la temporada 2002/03 desde la Second Division (tercera categoría). En su primera temporada ascendió a First Division, y en el año 2006 alcanzó la máxima categoría de la nación.
El equipo debutó en la IFA Premiership en la temporada 2006/07 con un discreto decimotercer puesto, y en 2008 perdió su plaza en ese campeonato por dificultades económicas. Sin embargo, consiguió ascender de nuevo en la campaña 2009/10 tras derrotar al Institute FC en el playoff por la permanencia.

## Palmarés

### Torneos nacionales
- Copa Intermedia (2): 2005-06, 2009-10
- Northern Ireland Intermediate League (8): 1989-90, 1990-91, 1992-93, 1993-94, 1994-95, 1998-99, 1999-00, 2001-02
- Northern Ireland Intermediate League Challenge Cup (8): 1988-89, 1989-90, 1992-93, 1994-95, 1998-99, 2001-02
- Northern Ireland Intermediate League Cup (7): 1988-89, 1989-90, 1991-92, 1997-98, 1998-99, 1999-00, 2001-02

### Torneos regionales
- Steel & Sons Cup (1): 2003-04